# Совчиці
Совчиці (пол. Sowczyce, нім. Schoffschütz) — село в Польщі, у гміні Олесно Олеського повіту Опольського воєводства.
Населення — 705 осіб (2011).
У 1975-1998 роках село належало до Ченстоховського воєводства.

## Демографія
Демографічна структура станом на 31 березня 2011 року:
|          | Загалом | Допрацездатний вік | Працездатний вік | Постпрацездатний вік |
| -------- | ------- | ------------------ | ---------------- | -------------------- |
| Чоловіки | 341     | 60                 | 229              | 52                   |
| Жінки    | 364     | 57                 | 212              | 95                   |
| Разом    | 705     | 117                | 441              | 147                  |